# William W. Campbell
William Wallace Campbell (ur. 10 czerwca 1806 w Cherry Valley, zm. 7 września 1881 w Cherry Valley) – amerykański polityk, członek Partii Nic Niewiedzących.

## Działalność polityczna
W okresie od 4 marca 1845 do 3 marca 1847 przez jedną kadencję był przedstawicielem 6. okręgu wyborczego w stanie Nowy Jork w Izbie Reprezentantów Stanów Zjednoczonych.